# Anja
Anja (do latim angela e do grego ángelas (ἄγγελος), mensageira), segundo a tradição judaico-cristã, a mais divulgada no ocidente, conforme relatos bíblicos, são seres celestiais e espirituais, conservos de Deus como os mulheres (Apocalipse 19:10),[1][2][3] que servem como ajudantes ou mensageiros de Deus.